# Attack of the Killer Tomatoes (videojuego de 1991)
Attack of the Killer Tomatoes es un videojuego de plataformas en 2D desarrollado por Imagineering y lanzado en 1991 para el NES. Luego fue adaptado a Game Boy en 1992. La versión de Game Boy fue la única versión lanzada en Japón, donde fue distribuido por Altron en 1993, aunque el nombre se redujo a "Killer Tomato". 

El juego está basado en la caricatura para niños Attack of the Killer Tomatoes: The Animated Series, que ella misma se basaba en la franquicia de películas Attack of the Killer Tomatoes. Otros videojuego de Attack of the Killer Tomatoes fue lanzado para Amstrad CPC, MSX, y ZX Spectrum.

## Jugabilidad
El protagonista del juego es Chad Finletter, un niño que está en una búsqueda para detener al malvado científico Dr. Putrid T. Gangreen de desatar su tomate del día del juicio final. Durante su viaje, debe luchar contra legiones de tomates mutantes, Aunque esta es una hazaña que asumirá solo ya que los ciudadanos de San Zucchini tienen demasiado miedo de los tomates mutantes para ayudarle. 

Al igual que otros juegos de plataformas de su tiempo, el método principal para matar a los enemigos es saltar sobre ellos, en este caso, aplastándolos, o rompiéndolos en tomates enemigos más pequeños. Hay varios jefes para asumir como Zoltan, Beefstake, Mummato, Fang, Ketchuck y Tomacho.